# باول ويزنر
باول ويزنر (بالألمانية: Paul Wiesner)‏ هو ربان ‏ ألماني، ولد في 9 أكتوبر 1862، وتوفي في 1934 في برلين في ألمانيا.

## وصلات خارجية
- باول ويزنر على موقع أوليمبيديا (الإنجليزية)